# Горки (Носовська волость)
Горки (рос. Горки) — присілок в Питаловському районі Псковської області Російської Федерації.
Населення становить 0 осіб. Входить до складу муніципального утворення Линовська волость.

## Історія
Від 2015 року входить до складу муніципального утворення Линовська волость.

## Населення
| 2002 | 2010 |
| ---- | ---- |
| 0    | →0   |